# غابرييل إف. سميث
غابرييل إف. سميث هو سياسي كندي، ولد في 13 فبراير 1876، وتوفي في 23 مارس 1939 في فريدريكتون في كندا. نشط حزبياً في الجمعية الليبرالية لنيو برونزويك ‏. وقد انتخب عضو الجمعية التشريعية لنيو برونزويك ‏.